# هلمود بوسائو
هلمود بوسائو (انگلیسی: Helmold; ۱ ژانویهٔ ۱۱۲۰ – ۱ ژانویهٔ ۱۱۷۷) رویداد نگار، تاریخ‌نگار، و روحانی مسیحی ساکسونی قرن ۱۲ میلادی در بوساو در نزدیک پلون بود. آرنولد لوبک، کتاب وقایع‌نامه اسلاوهای خود را براساس کتای وی نوشته‌است.